# 吳崑玉
吳崑玉（1964年4月25日—），台灣政治幕僚、評論人，親民黨籍，曾任親民黨發言人、文宣部副主任等職。

## 從政生涯
2000年在宋楚瑜、張昭雄參選正副總統選舉期間，吳擔任競選總部文宣資料中心副主任。宋楚瑜雖未當選總統，仍保持政治能量，2006年他參選台北市長，2012年再次參選總統，吳崑玉都是他的文膽，曾多次代表親民黨投書台灣各大平面媒體。
2019年5月1日，吳崑玉因不滿宋楚瑜訪問中國大陸期間發表支持一國兩制的言論，宣布辭去親民黨文宣部副主任一職。

## 爭議
- 2023年7月，吳崑玉發言指金溥聰在過去駐美期間，時常和中國大陸時任駐美大使崔天凯聯絡。遭金溥聰反擊表示，無中生有，惡意抹紅。他要求吳崑玉必須在24小時內道歉，否則將要提告。最後，吳崑玉於個人社交媒體上道歉，表示自己未盡查證義務，純屬情治圈的江湖謠言[2]。

## 軼事
- 2006年國慶大典，吳崑玉與宋楚瑜秘書魏志中兩人在主席台後方拉布條，向總統陳水扁抗議。

- 2011年11月6日，吳崑玉出面指控親民黨黨內高層電腦通通遭到駭客入侵，黨中央還有2台電腦因為中毒而失去重要資料，選前敏感時刻遭到攻擊，讓他質疑是有心人士所為。

## 電視劇演出
| 年份   | 播放平台         | 片名            | 導演                   | 飾演                  | 備註 |
| 2020年 | friDay影音、公視 | 《國際橋牌社》  | 汪怡昕、林世章、孫大軍 | 獨家新聞報社長 吳崑玉 | 客串 |
| 2021年 | YouTube、公視    | 《國際橋牌社2》 | 汪怡昕、林世章、孫大軍 | 獨家新聞報社長 吳崑玉 | 客串 |

## 外部連結
- 親民黨發言人吳崑玉臉書（页面存档备份，存于）
- 馬宋會喬人事？　吳崑玉：善意建議人才　勿說成政治交換